# Победнице светских првенстава у атлетици на отвореном — бацање кладива
Победнице светских првенстава у атлетици у дисциплини бацање кладива за жене, која се налази на програму од седмог Светског првенства у атлетици у Севиљи 1999. године. То је било прво светско такмичење на којем се бацало кладиво у женској конкуренцији. На Олимпијским играма кладиво је први пут увршћено у Сиднеју 2000. У следећој табели су приказане освајачице медаља у овој дисциплини на светским првенствима са њиховим резултатима. Резултати су дати у метрима.
| Светско првенство       |                                |                |                                  |       |                                  |       |
| Севиља 1999. детаљи     | Михаела Мелинте · Румунија     | 75,20          | Олга Кузенкова · Русија          | 72,56 | Лиса Мисипека · Америчка Самоа   | 66,06 |
| Едмонтон 2001. детаљи   | Јипси Морено · Куба            | 70,65          | Олга Кузенкова · Русија          | 70,61 | Бронвин Иглс · Аустралија        | 68,87 |
| Париз 2003. детаљи      | Јипси Морено · Куба            | 73,30          | Олга Кузенкова · Русија          | 71,71 | Мануела Монтебран · Француска    | 70,92 |
| Хелсинки 2005. детаљи   | Јипси Морено · Куба            | 73,08          | Татјана Лисенко · Русија         | 72,46 | Мануела Монтебран · Француска    | 71,41 |
| Осака 2007. детаљи      | Бети Хајдлер · Немачка         | 74,76          | Јипси Морено · Куба              | 74,74 | Џанг Венсју · Кина               | 74,39 |
| Берлин 2009. детаљи     | Анита Влодарчик · Пољска       | 77,96 СР / РСП | Бети Хајдлер · Немачка           | 77,12 | Мартина Храснова · Словачка      | 74,49 |
| Тегу 2011. детаљи       | Татјана Лисенко · Русија       | 77,13          | Бети Хајдлер · Немачка           | 76,06 | Џанг Венсју · Кина               | 75,03 |
| Москва 2013. детаљи     | Анита Влодарчик 1 · Пољска     | 78,46 РСП      | Џанг Венсју · Кина               | 78,58 | Ванг Женг Кина                   | 74,90 |
| Пекинг 2015. детаљи     | Анита Влодарчик · Пољска       | 80,85 РСП      | Џанг Венсју · Кина               | 76,33 | Александра Таверније Француска   | 74,02 |
| Лондон 2017. детаљи     | Анита Влодарчик · Пољска       | 77,90          | Ванг Женг Кина                   | 75,98 | Малвина Копрон · Пољска          | 74,76 |
| Доха 2019. детаљи       | Диан Прајс Сједињене Државе    | 77,54          | Јоана Фјодоров · Пољска          | 76,35 | Ванг Женг Кина                   | 74,76 |
| Јуџин 2022. детаљи      | Брук Андерсен Сједињене Државе | 78,96          | Камрин Роџерс Канада             | 75,52 | Џени Касанавоид Сједињене Државе | 74,86 |
| Будимпешта 2023. детаљи | Камрин Роџерс Канада           | 77,22          | Џени Касанавоид Сједињене Државе | 76,36 | Диан Прајс Сједињене Државе      | 75,41 |
| Токио 2025.             |                                |                |                                  |       |                                  |       |

Легенда: СР = Светски рекорд, РСП = Рекорд светских првенстава, ЕР = Европски рекорд, ЈАР = Јужноамерички рекорд, ОКР = Океанијски рекорд СРС = Светски рекорд сезоне (најбољи резултат сезоне на свету), ЛРС = Лични рекорд сезоне (најбољи лични резултат сезоне), НР = Национални рекорд, ЛР = Лични рекорд
1Првопласирана, Рускиња Татјана Лисенко је дисквалификована због допинга.

## Биланс медаља у бацању кладива за жене
стање после 18. СП 2023.
|     | Држава           |    |    |    |    |
| --- | ---------------- | -- | -- | -- | -- |
| 1.  | Пољска           | 4  | 1  | 1  | 6  |
| 2.  | Куба             | 3  | 1  | 0  | 4  |
| 3.  | Сједињене Државе | 2  | 1  | 2  | 5  |
| 4.  | Русија           | 1  | 4  | 0  | 5  |
| 5.  | Немачка          | 1  | 2  | 0  | 3  |
| 6.  | Канада           | 1  | 1  | 0  | 2  |
| 7.  | Румунија         | 1  | 0  | 0  | 1  |
| 8.  | Кина             | 0  | 3  | 4  | 7  |
| 9.  | Француска        | 0  | 0  | 3  | 3  |
| 10. | Америчка Самоа   | 0  | 0  | 1  | 1  |
| 10. | Аустралија       | 0  | 0  | 1  | 1  |
| 10. | Словачка         | 0  | 0  | 1  | 1  |
|     | Укупно (12)      | 13 | 13 | 13 | 39 |